# Drużbin (gromada)
Drużbin – dawna gromada, czyli najmniejsza jednostka podziału terytorialnego Polskiej Rzeczypospolitej Ludowej w latach 1954–1972.
Gromady, z gromadzkimi radami narodowymi (GRN) jako organami władzy najniższego stopnia na wsi, funkcjonowały od reformy reorganizującej administrację wiejską przeprowadzonej jesienią 1954 do momentu ich zniesienia z dniem 1 stycznia 1973, tym samym wypierając organizację gminną w latach 1954–1972.
Gromadę Drużbin siedzibą GRN w Drużbinie utworzono – jako jedną z 8759 gromad na obszarze Polski – w powiecie sieradzkim w woj. łódzkim, na mocy uchwały nr 38/54 WRN w Łodzi z dnia 4 października 1954. W skład jednostki weszły obszary dotychczasowych gromad Drużbin, Borki Drużbińskie, Dybów i Rzechta Drużbińska ze zniesionej gminy Wierzchy w tymże powiecie. Dla gromady ustalono 12 członków gromadzkiej rady narodowej.
1 stycznia 1956 gromada weszła w skład nowo utworzonego powiatu poddębickiego w tymże województwie.
31 grudnia 1959 do gromady Drużbin przyłączono wieś i kolonię Wola Pomianowa z gromady Niemysłów.
1 lipca 1968 gromadę zniesiono, a jej obszar włączono do gromad: Pęczniew (wieś Dybów, wieś Borowisko, wieś Suchorzyn i przysiółek Suchorzynek), Wierzchy (wieś i kolonię Rzechta Drużbińska, wieś Urszulin, wieś Alfonsów oraz kolonię Annów) i Niemysłów (wieś Wola Pomianowa, wieś i kolonię Borki Drużbińskie oraz wieś Drużbin) w tymże powiecie.